# Черно поле
Чѐрно полѐ е село в Северозападна България. То се намира в община Ружинци, област Видин.

## История
Село Черно поле е възникнало най-вероятно през 16 век. Селото е споменато в турските регистри за данъци като голямо село. Самият Панайот Хитов посочва в спомените си: „...преминахме от Зайчар през Тимока и се спряхме за два дни на Бойница. След това от там стигнахме до Гайтанци, Акчар, Черно поле, Превала и стигнахме Чипровци.“ В споменатия маршрут войводата цитира само местата, на които денем са правили лагери. Според предания населението са преселници от Балкана, бягащи от турците хора от Троян и Тетевен. Пак според преданията селото първоначално се казвало Смърдан /различно село от едноименното до Видин/ и се намирало на около километър южно от сегашното до местността Смърдан до Сврача бара. По чумавото време било засегнато тежко и селяните направили курбан като заклали овен на сегашното място. И така се преместило и селото. Според преданията селяните вързали черен овен, оставили го да обикаля и там, където минал, били поставени границите на селото. Наречено било „Черно поле“.
През 1945 година в селото е създадено първото Трудово кооперативно земеделско стопанство в Белоградчишко, в което първоначално се включват 31 семейства и което е наречено „Свобода“.
В местността „Умника-над село“ на терена на бившето ТКСЗ с площ 96,037 дка е изградена и от месец юли 2012 г. произвежда електричество фотоволтаична електроцентрала. Както казват местните жители – „ловат ток от слънцето“.

## Население
Преброяване на населението през 2011 г.
Численост и дял на етническите групи според преброяването на населението през 2011 г.:
|                     | Численост | Дял (в %) |
| Общо                | 297       | 100,00    |
| Българи             | 223       | 75,08     |
| Турци               | 0         | 0,00      |
| Цигани              | 72        | 24,24     |
| Други               | 0         | 0,00      |
| Не се самоопределят | 0         | 0,00      |
| Неотговорили        | 2         | 0,67      |

## Обществени институции
Народното основно училище „Васил Левски“ в село Черно поле е построено през 1895 г. В него се е преподавало до 1944 г. През 1930 г. в него е работил Даскал Йоско, а директор е бил младият учител Асен Виденов. „Училището ни беше една стара схлупена постройка, стените ѝ отлепени една от друга, всеки момент можеше да падне на главите ни от детските битки и викове. В класната стая децата влизаха и излизаха направо през прозорците“ – пише Анто Горанов в своята книга „Стъпките заглъхват завинаги“. Училищно настоятелство е било регистрирано от 1915 до 1934 г. След завършване на отделенията учениците са продължавали прогимназиалното си образование в село Ружинци, където са се събирали ученици от околните села. Учениците от село Черно поле е трябвало да изминават ежедневно разстояние от 10 – 12 км. Те са го правели, често въпреки настояването на родителите им, че достигнатото в село начално образование е достатъчно да се пасе добитъка и да се жъне.
В детската градина на село Черно поле понастоящем (2011 г.) има само 18 деца, от които две българчета и 16 от ромски произход.

## Забележителности
Църквата на селото „Св. Троица“ е най-вероятно построена през 1914 г. и е функционирала като православен храм до 1948 г. През 2008 г. за втори път и вече безвъзвратно е открадната оригиналната църковна камбана, като първия път е открита открадната от цигани. Нова камбана е поставена по време на мандата на кмета Тодор Тодоров. Понастоящем църквата е ограбена. Местната власт, със съдействието на Видинска митрополия успява да съхрани някои от иконите, за да могат някога да бъдат върнати в нея. В църквата са останали няколко фрески, от които изображението на „дявола с вила в ръка и рога на главата“ на една от страничните вратички на олтара.

## Редовни събития
- 1 май – събор на селото (празнува се в събота и неделя)

## Личности
Доц.д-р Спас Иванов дм, хирург, онколог;

Д-р Антон Петров, Директор РЗИ Видин;